# IDF Caterpillar D9
De IDF Caterpillar D9 - bijgenaamd Doobi (Hebreeuws: דובי, voor teddybeer) - is een Caterpillar bulldozer die wordt gebruikt door het Israëlisch defensieleger (IDF). De Israëlische gepantserde CAT D9 werd sterk aangepast door het Israëlische defensieleger, Israeli Military Industries en Israel Aerospace Industries voor oorlogsomstandigheden. Hij kan zware aanvallen weerstaan en is daardoor geschikt voor gebruik in militaire gevechtstechniek. De IDF Caterpillar D9 wordt beheerd door het Israëlische Defensieleger Combat Engineering Corps voor gevechtstechniek en terrorismebestrijdingsoperaties.

## Geschiedenis

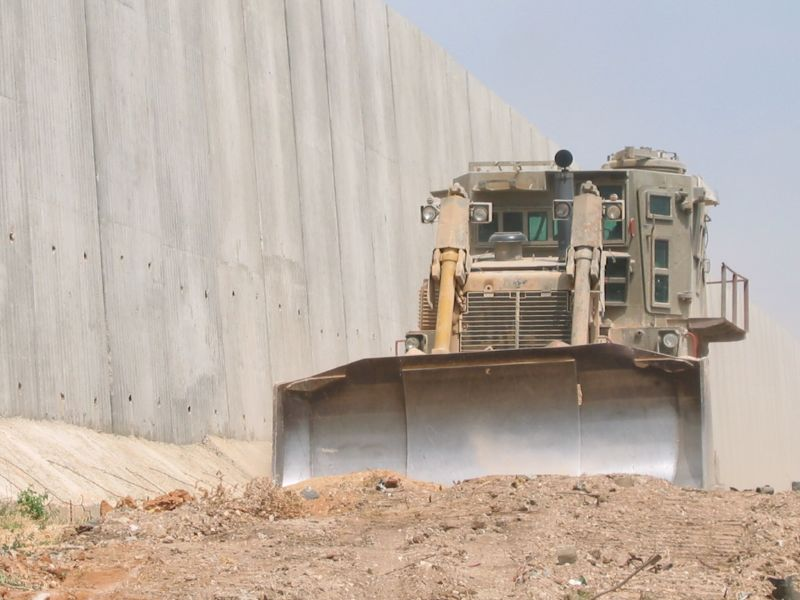
Gepantserde Caterpillar D9 bij de barrière van de Westelijke Jordaanoever.

De Caterpillar D9 bulldozer werd in 1954 geïntroduceerd door het Amerikaanse bedrijf Caterpillar Inc. Kort na de introductie kwam hij bij het Israëlische defensieleger. Niet gepantserde D9-bulldozers namen deel aan de Sinaï-oorlog (1956), Zesdaagse Oorlog (1967), de Jom Kipoeroorlog (1973) en de Libanonoorlog (1982).
Tijdens de Jom Kippoeroorlog openden D9-bulldozers routes naar Israëlische troepen, waarbij landmijnen en andere antitankobstakels werden verwijderd. Aan het zuidelijke front sleepten D9's bruggen en breekapparatuur en hielpen generaal Ariel Sharon het Suezkanaal over te steken en de oorlog met Egypte te beslechten. De D9's hebben de zandwal rond het Suezkanaal met de grond gelijk gemaakt en landmijnen in de buurt ervan geruimd. Aan het Syrische front was de D9 het eerste gemotoriseerde voertuig dat de top van de Hermonberg bereikte, het maakte de weg vrij voor het IDF Engineering Corps, de Golani Brigade en de Parachutistenbrigade om de top te bezetten.
Tijdens Libanonoorlog (1982) werden D9's ingezet bij het doorbreken en het egaliseren van wegen door bergen en velden in het berglandschap van Zuid-Libanon. De D9's ruimden ook mijnenvelden en explosieve aanvallen die op de hoofdroutes waren ingesteld door de Syrische strijdkrachten en Palestijnse opstandelingen. Omdat de D9 als frontliniegereedschap diende, ontwikkelde de IDF pantserkits om de levens te beschermen van de soldaten die ze bestuurden.

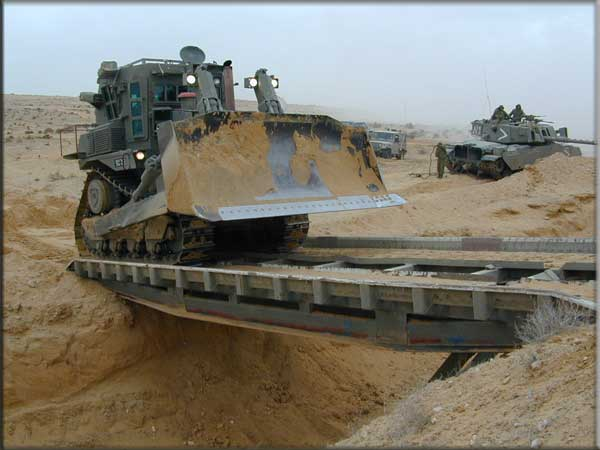
D9N tijdens een training

Tussen de oorlogen werden D9-bulldozers ingezet bij grondwerken, vestingwerken, het openen van routes en het opruimen van explosieven. Tijdens de late jaren 1980 werd door Israël gemaakte bepantsering geïnstalleerd op de D9L-bulldozers die in IDF-dienst waren. Verbeterde pantserkits werden in de jaren negentig ontworpen en geïnstalleerd op de D9N-bulldozers.
Tijdens de Tweede Intifada (2000-2005) verwierven de gepantserde D9-bulldozers bekendheid als een effectief instrument tegen Palestijnse militanten, omdat ze bijna ongevoelig waren voor Palestijnse wapens en zelfs RPG's en aanvallen weerstonden met meer dan 100 kg en zelfs 500 kg explosief. Daarom werden ze gebruikt om veilige routes naar IDF-troepen te openen en explosieven tot ontploffing te brengen die door Palestijnse militanten waren geplant. De bulldozers werden op grote schaal gebruikt om struikgewas en structuren op te ruimen die werden gebruikt als dekking voor Palestijnse aanvallen. Daarnaast hebben ze huizen van families van zelfmoordterroristen met de grond gelijk gemaakt.
Na verschillende incidenten waarbij gewapende Palestijnen zichzelf in huizen barricadeerden en soldaten doodden die probeerden de ingangen te doorbreken, ontwikkelde de IDF "Nohal Sir Lachatz" (נוהל סיר לחץ "snelkookpanprocedure") waarin D9's en andere technische voertuigen werden gebruikt om deze gewapende strijders naar buiten te brengen door het hele huis waarin ze zich verschansten neer te halen. Door deze techniek gaven veel Palestijnen zich over, bang om bedolven te worden door puin.
Tijdens de Slag om Jenin in 2002 verwijderden gepantserde D9-bulldozers boobytraps en geïmproviseerde explosieven, en verwoestten uiteindelijk huizen van waaruit militanten op Israëlische soldaten schoten of mogelijke IED's en boobytraps bevatten. Een vertaald interview met een van de chauffeurs is gepubliceerd door Gush Shalom. Na de dodelijke hinderlaag waarbij 13 soldaten werden gedood, verwoestten D9-bulldozers het centrum van het kamp, in Jenin en dwongen de overgebleven Palestijnse strijders zich over te geven, waardoor de strijd eindigde met een Israëlische overwinning.

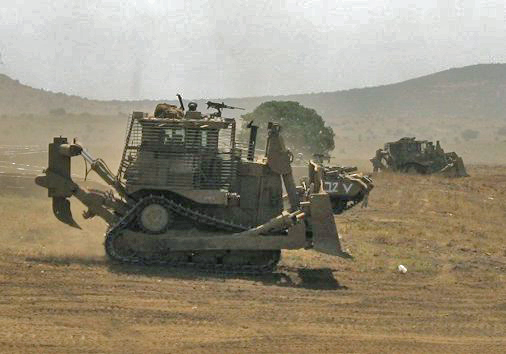
D9R in actie

In Rafah en in de buurt van de Philadelphi-route hebben de D9's volgens mensenrechtenrapporten duizenden gebouwen met de grond gelijk gemaakt; Israël beweerde dat het een veiligheidsmaatregel is die nodig is om smokkeltunnels te ontdekken en te vernietigen en vuurposities te vernietigen die de troepen in het gebied bedreigen, terwijl de Palestijnen beweerden dat het een "bufferzone" was en Palestijnen zou straffen voor IDF-slachtoffers.
De IDF gebruikt de D9 voor een breed scala aan gevechttechnische taken, zoals grondwerken, grachten graven, zandbarrières monteren, vestingwerken bouwen, vastzittende, gekantelde of beschadigde gepantserde gevechtsvoertuigen (samen met de M88 Recovery Vehicle), opruimen van landmijnen, IED's en explosieven tot ontploffing brengen, boobytraps hanteren, terreinobstakels opruimen en routes openen naar gepantserde gevechtsvoertuigen en infanterie, evenals het slopen van constructies, ook onder vuur.
Terwijl de Palestijnen de D9 als een verwoestend wapen zien, en mensenrechtengroeperingen het bekritiseerden vanwege de enorme schade die het aan de Palestijnse infrastructuur veroorzaakte, zien de Israëli's en militaire experts de D9 als een noodzakelijk instrument voor de bestrijding van opstand en terrorisme en een sleutelfactor bij het verminderen van militaire slachtoffers.

## Uitrusting
De D9R, de nieuwste generatie Caterpillar D9-bulldozers in IDF-dienst, heeft een vermogen van 405–410 pk en een trekkracht van 702 kN. Oudere generaties, zoals D9L en D9N zijn nog steeds in dienst, voornamelijk in de reservetroepen. De D9 heeft een bemanning van twee: operator en commandant. Het wordt beheerd door de TZAMA (in het Hebreeuws: צמ"ה = ציוד מכני הנדסי, werktuigbouwkundige apparatuur) eenheden van het Combat Engineering Corps.

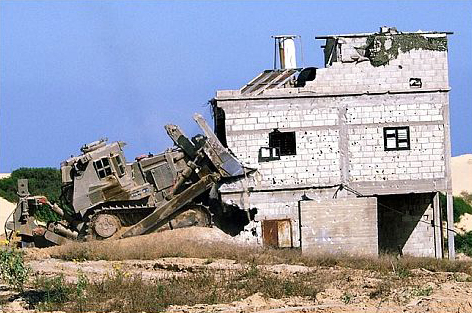
D9 vernietigt Palestijnse gebouwen tijdens de tweede intifada.

De belangrijkste IDF-modificatie is de installatie van een door Israël gemaakte voertuigbepantseringskit die bepantsering biedt aan de mechanische systemen en de bestuurderscabine. De operator en commandant worden beschermd in een gepantserde cabine ("de cockpit"), met kogelvrije glazen ramen om te beschermen tegen bommen, machinegeweren en sluipschuttervuur. De IDF ontwikkelde en installeerde ook een add-on voor lamellenpantser om raketten met raketaangedreven granaten (RPG's) af te weren. Het gemonteerde pantserpakket voegt ongeveer 15 extra ton toe aan de massa van de productielijn van de D9. De gemodificeerde D9-bulldozers kunnen worden uitgerust met verschillende functies, zoals door een bemanning bediende machinegeweren, rookprojectoren of granaatwerpers. Het Israëlische pantser en de duurzame constructie van de D9 maken hem ongevoelig voor landmijnen en IED.

### Pantser

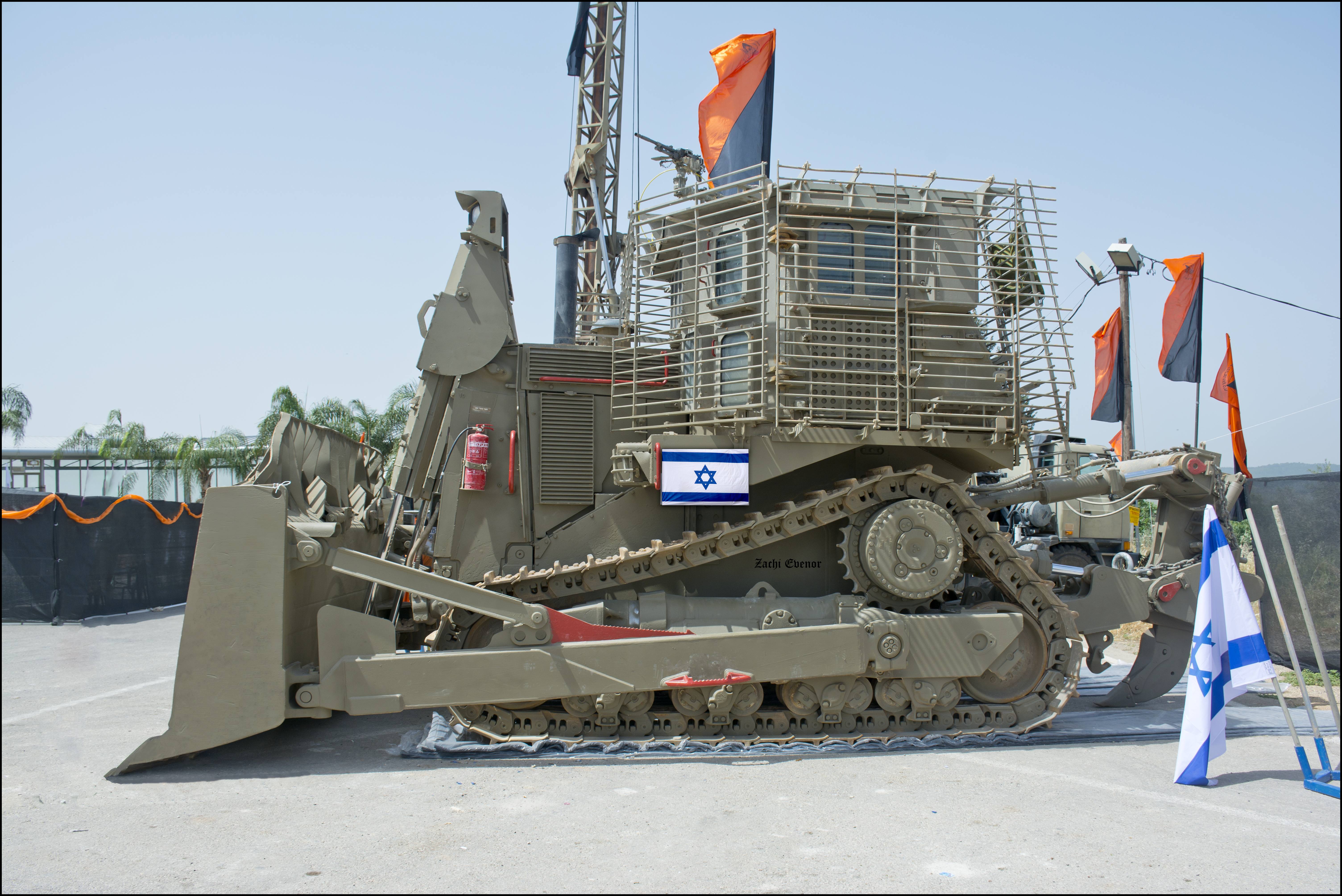
IDF Caterpillar D9R gepantserde bulldozer (2018)

Tijdens de vroege jaren 2000 ging de nieuwe D9R in dienst, uitgerust met een nieuwe generatie bepantsering ontworpen door de IDF's MASHA (Hebreeuws: מש"א, lit. Restauratie- en Onderhoudscentrum), Israel Aerospace Industries en Zoko Shiloovim/ITE (Caterpillar Inc). Vanwege de toenemende dreiging van antitankraketten, introduceerde de IDF in 2005 een lamellenpantser, dat in 2006 in grote aantallen op de IDF D9R-bulldozers werd geïnstalleerd. effectief en levensreddend; de ontwikkelaars en installateurs wonnen de IDF's Ground Command-prijs.
De IDF exploiteert ook gepantserde op afstand bestuurbare D9N bulldozers, genaamd "Raam HaShachar" (Hebreeuws: רעם השחר, lit. "donder van de dageraad"), vaak ten onrechte aangeduid als "zwarte donder". De op afstand bestuurbare bulldozer wordt gebruikt wanneer er een groot risico is voor mensenlevens, vooral bij het openen van gevaarlijke routes en het laten ontploffen van explosieven.
Gepantserde D9R-bulldozers en onbemande "Raam HaShachar" D9N-bulldozers speelden een belangrijke rol in de Israëlisch-Libanese Oorlog (2006) en Operatie Cast Lead (2008-2009). Beide typen bulldozers waren betrokken bij het openen van routes, het opruimen van explosieven en IED's, het bouwen van zandheuvels om luchtafweergeschut en infanteriekampen te beschermen, en het slopen van constructies zoals getuigde gebouwen, hoofdkwartieren, magazijnen, buitenposten, bunkers en tunnels - vaak verborgen in civiele constructies. In totaal werden 100 D9's ingezet tijdens Operatie Cast Lead.
Gepantserde D9R-bulldozers namen deel aan de inspanningen om de bosbranden op de berg Karmel in 2010 te blussen. De gepantserde bulldozers openden routes naar brandweerwagens en brandweerlieden naar het hart van het vuur. Ze creëerden ook bufferzones door struikgewas te ruimen en bodembarrières te plaatsen om te voorkomen dat het vuur zich verspreidde. Ze hielpen ook bij het blussen van branden door ze in grond te begraven.
In 2014 werd de IDF Caterpillar D9 opgenomen in Guinness World Records als de meest gepantserde bulldozer ter wereld.
In 2019 won Elbit Systems een contract van het Israëlisch ministerie van defensie om het actieve beschermingssysteem Iron Fist te installeren op de gepantserde D9-bulldozers van de IDF, om ze extra te beschermen tegen antitankraketten.
IDF D9 gepantserde bulldozers speelden een belangrijke rol in het conflict in de Gazastrook (2014), zowel bij defensieve missies als offensieve manoeuvres. De D9's hielpen ander zwaar materieel, zoals graafmachines en boormachines, bij het blootleggen en vernietigen van grensoverschrijdende ondergrondse tunnels die Israël binnendrongen. Meer dan 30 van deze tunnels werden tijdens de operatie vernietigd. De reserve werktuigbouwkundige apparatuur (צמ"ה) en het bulldozerbataljon van het Centrale Commando ontvingen een aanbeveling (צל"ש, tzalash) van de stafchef van het Israëlisch defensieleger.
Op de eerste dag van de operatie verhinderde een IDF D9-bulldozer een terreuraanval op het strand van Zikim, waarbij twee terroristen werden gedood. Twee anderen werden gedood door IDF patrouilleboot.
De D9's namen ook deel aan het grondoffensief, het openen van routes voor tanks en infanterietroepen en het slopen van structuren die werden gebruikt door Palestijnse militanten. Op 27 juli werd een D9 geraakt door een antitankraket, waarbij de operator om het leven kwam en de commandant gewond raakte. Een andere D9 vernietigde het gebouw van waaruit de raket werd gelanceerd, waarbij 8 militanten werden gedood en nog twee gevangen werden genomen. De bemanning ontving een aanbevelingsbrief (צל"ש, tzalash) voor hun actie.
In 2018 begon het Israëlisch Combat Engineering Corps met het inzetten en bedienen van de "Panda" - een op afstand bestuurbare versie van een gepantserde Caterpillar D9T-bulldozer. In 2018 kondigde Israel Aerospace Industries aan dat het een contract had ondertekend om de IDF uit te rusten met meer D9T Panda-bulldozers.